# 왕의 서 (아이슬란드)

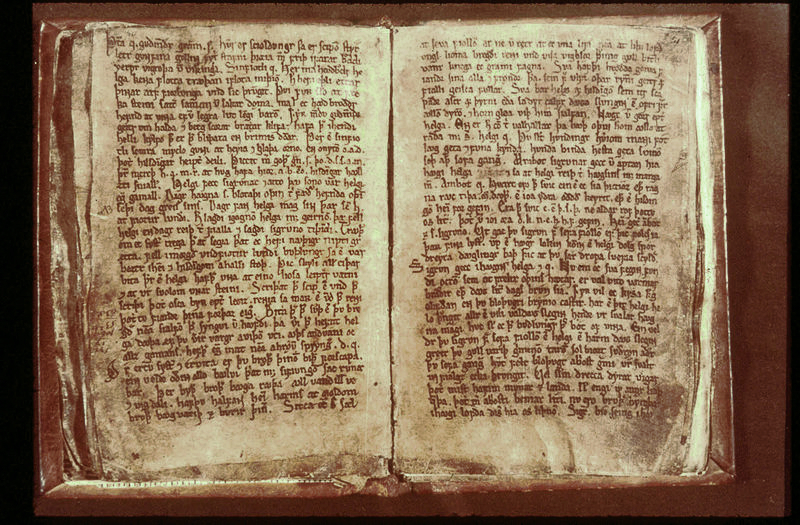

《왕의 서》(라틴어: Codex Regius 코덱스 레기우스[*], 아이슬란드어: Konungsbók 코눙스보크, GKS 2365 4to)란 《고 에다》를 보존한 아이슬란드어 필사본(코덱스)이다. 양피지 45장이며, 1270년대에 작성했다고 추측한다. 본디 8장이 더 있었으나 현재 분실한 상태다. 북유럽 신화 연구에서 중요한 1차 자료이며, 이 필사본에만 존재하는 고대 시가도 상당하다.
1643년 이전 이 필사본의 행방에 관해 무엇도 알려진 게 없다. 1643년에 당시 스칼홀트 주교 브리뇰푸르 스베인손이 이 문서를 입수하여, 1662년에 덴마크의 프레데리크 3세에게 진상했다. 이러한 까닭에 ‘왕의 서’라고 불리게 되었다. 이후 문서는 1971년 4월 21일까지 코펜하겐 왕립도서관에 소장되어 있었고, 이후 레이캬비크로 반환되어 현재 아르니 마그누손 연구소에서 보관중이다. 이런 보물을 운반하기에 항공편은 미덥지 못하다고 여겨, 군대의 호위를 받으면서 선박 편으로 이송했었다.

## 내용 구성
| 무녀의 예언                          | Vǫluspá                       | 볼루스파                                           |
| 높으신 분이 말하기를                 | Hávamál                       | 하바말                                             |
| 바프스루드니르가 말하기를            | Vafþrúðnismál                 | 바프스루드니스말                                   |
| 그림니르가 말하기를                  | Grímnismál                    | 그림니스말                                         |
| 스키르니르가 말하기를                | Skírnismál                    | 스키르니스말                                       |
| 하르바르드의 음률시                  | Hárbarðsljóð                  | 하르바르드스료드                                   |
| 휘미르의 서사시                      | Hymiskviða                    | 휘미스크비다                                       |
| 로키의 말다툼                        | Lokasenna                     | 로카세나                                           |
| 스륌의 서사시                        | Þrymskviða                    | 스륌스크비다                                       |
| 볼룬드의 서사시                      | Vǫlundarkviða                 | 볼룬다르크비다                                     |
| 알비스가 말하기를                    | Alvíssmál                     | 알비스스말                                         |
| 훈딩을 죽인 자 헬기의 첫 번째 서사시 | Helgakviða Hundingsbana fyrri | 헬가크비다 훈딩스바나 퓌리                         |
| 효르바르드의 아들 헬기의 서사시      | Helgakviða Hjǫrvarðssonar     | 헬가크비다 효르바르드소나르                        |
| 훈딩을 죽인 자 헬기의 두 번째 서사시 | Helgakviða Hundingsbana Ǫnnur | 헬가크비다 훈딩스바나 온누르                       |
| 신표틀리의 죽음에 대하여             | Frá dauða Sinfjǫtla           | 프라 다우다 신표틀라                               |
| 그리피르의 예언                      | Grípisspá                     | 그리피스스파                                       |
| 레긴이 말하기를                      | Reginsmál                     | 레긴스말                                           |
| 파프니르가 말하기를                  | Fáfnismál                     | 파프니스말                                         |
| 시그드리파가 말하기를                | Sigrdrífumál                  | 시그드리푸말                                       |
| 대누락                               | Great Lacuna                  | 그레이트 라쿠나(필사본이 누락된 양피지 8장을 말함) |
| 시구르드의 서사시의 파편             | Brot af Sigurðarkviðu         | 브로트 아프 시구르다르크비두                       |
| 구드룬의 첫 번째 서사시              | Guðrúnarkviða fyrsta          | 구드루나르크비다 퓌르스타                          |
| 시구르드의 짧은 서사시               | Sigurðarkviða hin skamma      | 시구르다르크비다 힌 스캄마                         |
| 브륀힐드의 저승 가는 길              | Helreið Brynhildar            | 헬레이드 브륀힐다르                                |
| 니플룽 일족의 멸망                   | Dráp Niflunga                 | 드라프 니플룽가                                    |
| 구드룬의 두 번째 서사시              | Guðrúnarkviða onnur           | 구드루나르크비다 외누르                            |
| 구드룬의 세 번째 서사시              | Guðrúnarkviða thridja         | 구드루나르크비다 트리댜                            |
| 오드룬의 비가                        | Oddrúnargrátr                 | 오드루나르그라트르                                 |
| 아틀리의 서사시                      | Atlakviða                     | 아틀라크비다                                       |
| 그린란드의 아틀리 노래               | Atlamál in grœnlenzku         | 아틀라말 인 그뢴렌스쿠                             |
| 구드룬의 경고                        | Guðrúnarhvǫt                  | 구드루나르흐보트                                   |
| 함디르가 말하기를                    | Hamðismál                     | 함디스말                                           |